# 陈海霞
陈海霞（1987年2月11日—），女，广东增城人，中国女子赛艇运动员。她曾代表中国参加英国举行的2006年世界赛艇锦标赛，获得女子轻量级四人双桨金牌。